# Frank Vogel (réalisateur)
Pour les articles homonymes, voir Frank Vogel et Vogel.
Frank Vogel, né le 30 décembre 1929 à Limbach et mort le 16 janvier 1999 à Berlin, est un cinéaste est-allemand.

## Biographie
Après des études à Leipzig dans l'après-guerre, Frank Vogel part en 1952 à Moscou pour apprendre la réalisation au VGIK. À son retour en Allemagne, il est engagé par la DEFA et occupe des postes d'assistant, notamment pour Konrad Wolf. Il passe à la réalisation en 1958 et livre plusieurs films mettant en avant, avec humour, les qualités du système socialiste. En 1962, il réalise le premier film de fiction abordant le Mur de Berlin, construit l'année précédente : Und deine Liebe auch.

Après la fermeture de la frontière, les cinéastes est-allemands peuvent adopter un ton plus libre. Le début des années 1960 voit l'émergence d'une "nouvelle vague" dont les œuvres sont de plus en plus critiques. Le film de Vogel Denk bloß nicht ich heule est l'un des premiers films interdits en 1965. Il met en scène un jeune lycéen révolté qui rejette avec violence toute règle sociale. Le film ne sortira qu'en 1990.

Après cet épisode, il lui est plus difficile de mener à bien des projets. La Septième année, sur la crise d'un couple, est l'un de ses films les plus personnels. Il tourne plusieurs téléfilms et une biographie de Kepler. Son dernier film, en 1985, est une adaptation du roman de Wilhelm Raabe, Les oies de Bützow. Après quoi il se retire du cinéma.

## Filmographie partielle
- 1958 : Klotz am Bein (de)
- 1960 : Die Entscheidung des Dr. Ahrendt
- 1961 : Der Mann mit dem Objektiv (de)
- 1962 : Et ton amour aussi (de) (… und deine Liebe auch)
- 1963 : Julia lebt (de)
- 1965 : Denk bloß nicht, ich heule (interdit, sorti en 1990)
- 1969 : La Septième année (de) (Das siebente Jahr)
- 1974 : Johannes Kepler (de)
- 1978 : Eine Handvoll Hoffnung
- 1985 : Die Gänse von Bützow (de)